# Étrœungt
Étrœungt é uma comuna francesa na região administrativa de Altos da França, no departamento do Norte. Estende-se por uma área de 25.1 km². Em 2010 a comuna tinha 1 330 habitantes (densidade: 53 hab./km²).